# Mis
Mis (en llatí Mys, en grec antic Μῦς) fou un artista grec que va viure possiblement al segle v aC.
Va gravar la batalla entre centaures i làpites i altres figures a l'escut de la colossal estàtua d'Atena Prómakhos feta per Fídies que era a l'acròpoli d'Atenes. Segons Pausànies aquests gravats van ser fets a partir de dissenys de Parrasi, que va florir uns 50 anys després de Fídies, però potser s'equivoca i Mis podria ser contemporani de Fídies cap a l'any 444 aC. Plini el Vell, Properci, Marc Valeri Marcial i Estaci diuen que era un dels gravadors més distingits.